# نادي الاتحاد السعودي لكرة السلة
نادي الاتحاد لكرة السلة هو فريق كرة سلة سعودي يقع في مدينة جدة بمنطقة مكة المكرمة، تأسس عام 1998. يلعب في الدوري السعودي الممتاز لكرة السلة.

## أبرز اللاعبين
- غاد شامغاد
- عادل الجهني
- جابر الشمراني
- مصطفى هوساوي
- علي المغربي
- محمود عبد الرؤوف

## البطولات
- بطولة الأندية الآسيوية الثانية عشر 2001
- البطولة الخليجية للأندية أبطال كرة السلة 1997
- البطولة الخليجية للاندية أبطال الكؤوس كرة السلة 1994
- بطل الدوري السعودي الممتاز 2024\2025
- بطل الدوري السعودي الممتاز 2015\2016
- بطولة نخبة السلة السعودية 2014 [2]
- بطل الدوري السعودي الممتاز لكرة السلة 2012-13.[3]
- بطولة نخبة السلة السعودية 2012 [4]
- دوري الاتصالات السعودية للاندية الممتازة لكرة السلة 2010-11 [5]
- دوري الاتصالات السعودية للاندية الممتازة لكرة السلة 2009-10 [6]
- الدوري السعودي الممتاز لكرة السلة 2008-09 [7]
- بطولة نخبة السلة السعودية 2008-09 [8]
- بطولة نخبة السلة السعودية 2006-07 [9]
- كأس الأمير فيصل بن فهد لكرة السلة 2006 [10]
- كأس الأمير فيصل بن فهد لكرة السلة 2005 [11]
- الدوري السعودي الممتاز لكرة السلة 2004-05 [12]
- بطولة نخبة السلة السعودية 2004-05 [13]
- كأس الأمير فيصل بن فهد لكرة السلة 2004 [14]